# Paul Kaiser (Theologe)

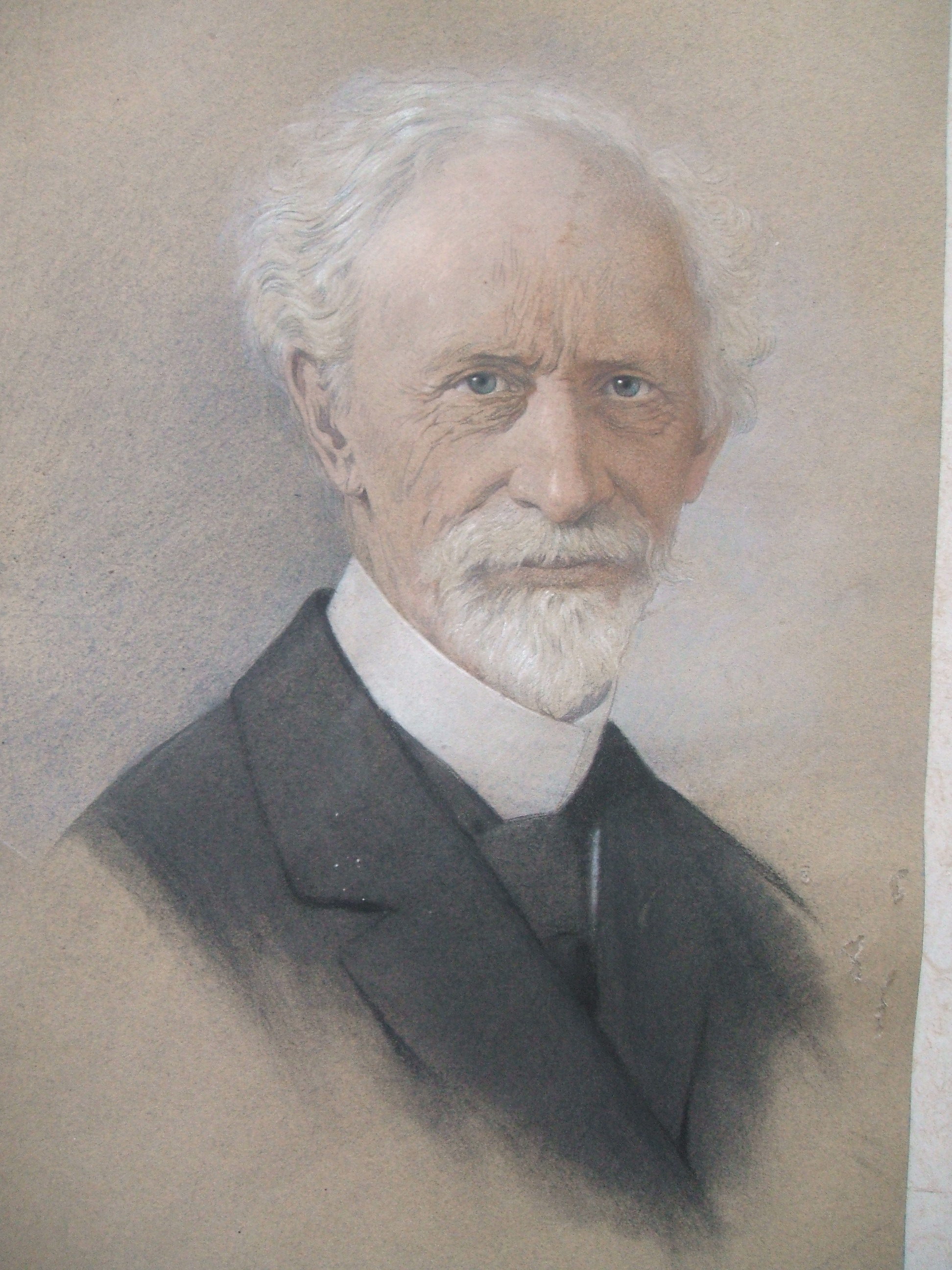
Porträt von Paul Kaiser um 1910

Johann Paul Kaiser (* 19. Dezember 1852 in Züllichau; † 17. Dezember 1917 in Leipzig) war ein deutscher evangelisch-lutherischer Pfarrer, Schriftsteller und Lieddichter.

## Leben
Paul Kaiser war ein Sohn des Züllichauer Tuchfabrikanten Johann Gotthilf Kaӳser und dessen Frau, der Tuchfabrikantentochter Florentina Emilia Maria Kayser, geb. Kuckuck. Seine berufliche Laufbahn als Pastor begann er an der lutherischen Kirche in Neusalz in Schlesien. Von dort wechselte er zur „Gnadenkirche zur Heiligen Dreifaltigkeit“ in Sagan in Schlesien.
Ab 1884 war Kaiser für sechs Jahre Hauptpastor der „Deutschen St. Gerdruds Gemeinde“ in Stockholm. Schließlich wechselte er in die St. Matthäi Gemeinde in Leipzig, wo er 1917 verstarb.

## Werk
Kaiser verfasste anlässlich der Jubiläumsjahre von Gustav Adolf II., Philipp Melanchthon, Paul Gerhard und Martin Luther weit verbreitete „Beschreibungen“ ihres Lebens, die diese den Evangelischen – bzw. im Falle von Martin Luther der evangelischen Jugend – näher bringen sollte. Sein Bühnenstück über Gustav Adolf II. wurde im Jahr 1894 in 60 deutschen Städten gleichzeitig aufgeführt.
Im Zeitalter der Etablierung des „Kindergottesdienstes“ in den evangelischen Kirchen lebend, verfasste er dafür auf Wunsch von Georg Rietschel Lieder und Schriften, die auch auf Schwedisch veröffentlicht wurden, zum Beispiel „Sådana hörer Guds rike till“ (1902) und „Tio Guds bud“ (1902). Aus dem umfangreichen Liedschatz Paul Kaisers fand sein Morgenlied „Aus des Himmels hellen Toren“ Aufnahme in das 1933 verlegte evangelische „Gesangbuch für die Provinz Sachsen und Anhalt“.
Auch eigene Predigten, Reiseerzählungen und Sagen finden sich unter Kaisers veröffentlichten Werken. Viele seiner Werke erreichten mehrere Auflagen.

## Familie
In Sagan heiratete Paul Kaiser 1888 Marie Johanne Amalie Auguste Offelsmeyer (* 15. September 1858 in Herford; † 10. August 1915 in Leipzig). Sie war eine Tochter des Herforder Pfarrers Wilhelm Ernst Theodor Offelsmeyer. Ihre Kinder waren Astrid Henrich-Kaiser, Dora Hedlund, geb. Kaiser, Hans Kaiser und Ulrich Kaiser.
Ein Jahr nach dem Tod seiner Frau heiratete Paul Kaiser am 16. August 1916 in zweiter Ehe Katharina (* 28. April 1863 in Berlin; † 23. November 1936 in Bad Kösen), geb. Moewes, die Witwe von Maximilian von Garnier.

## Schriften
- Für Zeit und Ewigkeit. Predigten auf alle Sonn- und Festtage des Kirchenjahres. 1881
- De fontibus Vellei Paterculi. 1884 ( https://babel.hathitrust.org/cgi/pt?id=nnc2.ark:/13960/t68351b55&view=1up&seq=10 )
- Gustav Adolf. Ein Dramatisches Festspiel für die Volksbühne. 1889
- Von Kind auf! Christliche Reden an die liebe Jugend, den Kindern und ihren Freunden. Nach der Ordnung des Kirchenjahres gehalten. 1891
- Die Stockholmer Vulgata, eine angebliche Lutherbibel. (Zeitschriftenartikel), ZKG. 13, H1, 1892
- Gustav Adolf. Ein Christliches Heldenleben. 1894
- Philipp Melanchthon, Deutschlands Lehrer. Zur Jubelfeier seines vierhundertjährigen Geburtstages. 1896 ( https://sammlungen.ulb.uni-muenster.de/hd/content/structure/2667449 )
- Grüss Gott! Gedichte und Lieder. 1898 (https://gedichte.xbib.de/gedicht_Kaiser%2C+Paul.htm)
- Die Bergpredigt des Herrn. 1900–1901
  - Bd. 1: Die Seligpreisungen. 1900
  - (engl. Übersetzung durch B. Lederer, 1906: https://babel.hathitrust.org/cgi/pt?id=yale.39002051309905&view=1up&seq=7 )
  - Bd. 2: Gebote. 1900
  - Bd. 3: Das Vaterunser. 1901
  - Bd. 4: Letzte Mahnungen und Warnungen. 1901
- Die naturwissenschaftlichen Schriften der Hildegard von Bingen. Berlin 1901 (= Wissenschaftliche Beiträge zum Jahresbericht des Königstädtischen Gymnasiums zu Berlin. Ostern 1901).
- Festpredigt zum 7. Oktober 1902 anlässlich der 15. Generalversammlung des Evangelischen Bundes. 1902 ( https://sammlungen.ulb.uni-muenster.de/hd/content/titleinfo/3971426 )
- Du sollst nicht – Reden an die liebe Jugend über die Gebote Gottes. 1903
- als Hrsg.: Hildegardis Causae et curae. 1903
- Paul Gerhard. Ein Bild seines Lebens. 1906
- als Hrsg.: Paul Gerhards sämtliche Lieder. 1906
- Der Aßmannshäuser. Ein Sang vom Rhein. 1907
- als Hrsg.: Esaias Tegnérs Frithjofs-Sage. 1908
- Für die Fest- und Feiertage des Kirchenjahres. Predigten von D. th. Paul Kaiser, Pfarrer an St. Matthäi. 1908
- In den Kämpfen und Zweifeln der Zeit. Apologetische Predigten. 1908
- Ein neues Lied. Psalterstimmen für Kirche und Haus. 1909
- Gedichte. 1910
- Von nordischen Wanderwegen – Skizzen und Bilder, Geschichten und Erinnerungen. 1912
- Der Stand des Kindergottesdienstes besonders in der Sächsischen Landeskirche – Vortrag auf der Konferenz des Sächsischen Landesverbandes für kirchliche Jugendpflege durch den Kindergottesdienst, auf Verlangen herausgegeben. 1913
- Kinderpsalter zum Gebrauch in Kirche, Schule und Haus. 1916
- Unser Reformator Dr. Martin Luther – Zur Vierhundertjahrfeier der Reformation. 1917.
- Bis zum letzten Lebensschritt – Verse und Gedanken, gesammelt von Käthe Kaiser (Herausgeberin). 1920.